# Manuel Tauber-Romieri
Manuel Tauber-Romieri  (* 1987 in St. Pölten, Niederösterreich) ist ein zeitgenössischer Künstler und Fotograf aus Österreich. Er ist bekannt für seinen perfektionistischen Stil, ungewöhnliche Perspektiven und sein außergewöhnliches Spiel mit Licht und Dunkelheit.

## Leben
Manuel Tauber-Romieri hat als gelernter Siebdrucker seinen Sinn für Strukturen und Perspektiven entwickelt. Seit 2010 arbeitet er freiberuflich als Fotograf und Künstler. Zu Beginn seiner Laufbahn konzentrierte er sich auf Porträtfotografie von berühmten Persönlichkeiten. Schon nach kurzer Zeit gelang es ihm, Größen wie Raúl González Blanco, Lindsay Lohan sowie David Garrett vor seine Linse zu bekommen. 2017 produzierte Tauber-Romieri ein Musikvideo für den österreichischen DJ Parov Stelar. Derzeit arbeitet er hauptsächlich im Bereich Werbe-, Mode- und Landschaftsfotografie.
Er ist verheiratet und hat mit seiner Frau Katharina zwei Töchter.

## Auszeichnungen und Nominierungen
- 2014 Nominierung für den Al-Thani Award for photography
- 2016 Goldener Hahn in der Kategorie Film/Animation zusammen mit Lukas Fleisch/Trust Projects

## Ausstellungen
- 2015 Kunst an der Leine, Wien
- 2016 Parallel Worlds, Rathausplatz St. Pölten
- 2017 KREMS creates the future – museumkrems

## Werke
- 90 minutes – Fußball Dokumentation 2016
- KREMS creates the future – Bildband, Krems 2017 (ISBN 978-3-9504163-3-6)